# Репнин, Флор Филиппович
Флор Филиппович Репнин (в ряде источников — Фомин; укр. Флор Пилипович Рєпнін-Фомін; 1788—1855) — русский художник и педагог; титулярный советник.

## Биография
Флор Репнин родился в 1788 году в Новочеркасске в семье донского казака. Поступив в Санкт-Петербурге в Императорскую Академию художеств в 1795 году, он окончил там курс с аттестатом первой степени в 1800 году и получил в том же году серебряную медаль второго достоинства, за рисунок с натуры, и такую же золотую медаль по исторической живописи, за исполнение программы: «Изгнание из храма», и, вместе с другими одиннадцатью сокурсниками, был оставлен пенсионером при столичной Академии для дальнейшего усовершенствования.

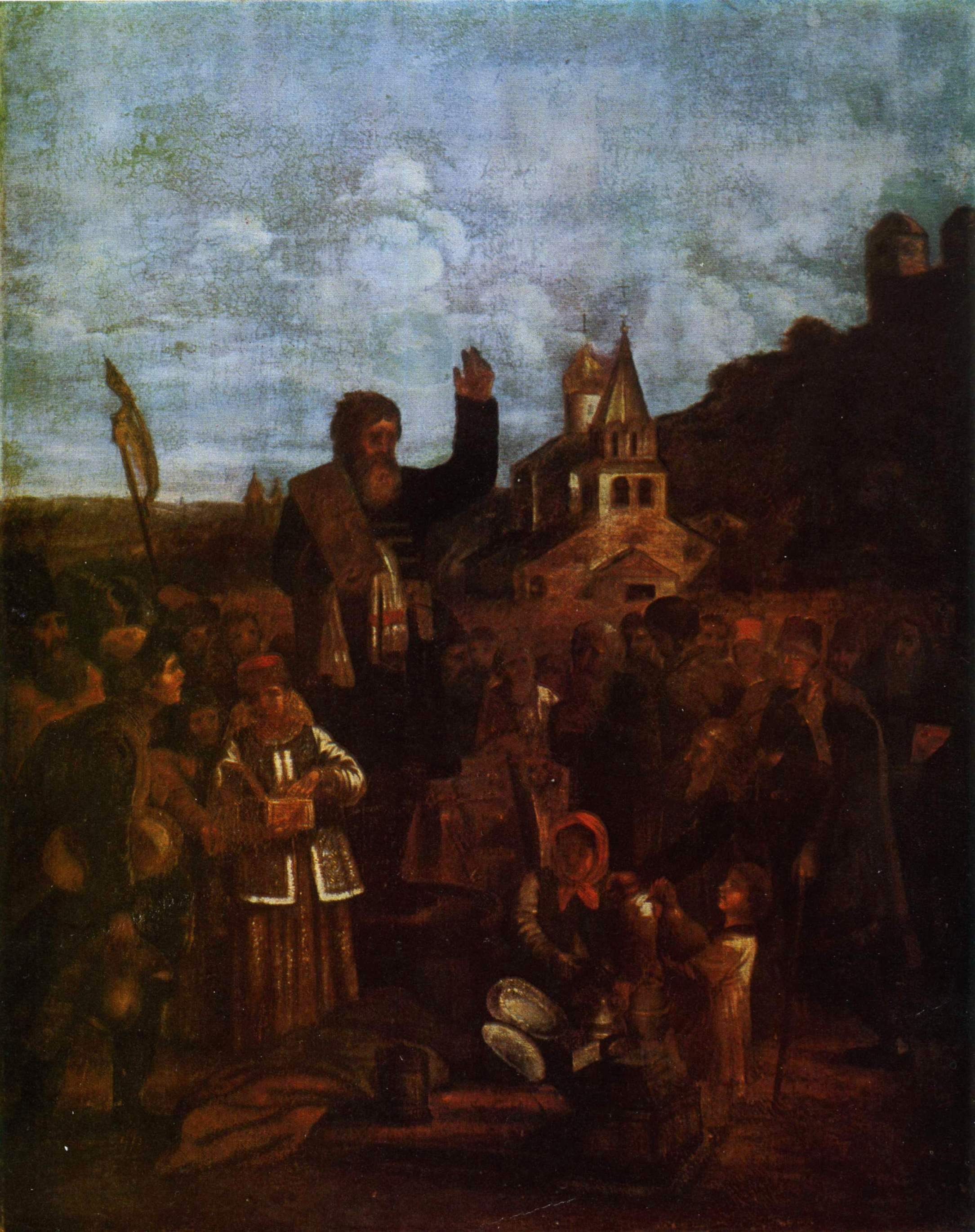
Ф. Репнин. «Обращение Минина к жителям Нижнего Новгорода» (1807)

Виньетка, нарисованная Репниным и выгравированная Николаем Уткиным, была приложена к альманаху Вольного Общества любителей словесности, наук и художеств «Свиток Муз», часть І, СПб. 1802 год. 
В 1802 году он представил в ИАХ две своих картины: «Смерть Сократа» и «Бегство Святой фамилии в Египет», которые Совет Академии купил у него за 150 рублей, с тем, чтобы, со временем, возвратить эту сумму продажей полотен, а художника признал за них «назначенным в академики». 
23 ноября 1804 года Флор Филиппович Репнин вступил в службу учителем рисования в Екатеринославском Главном народном училище, а 1 августа 1805 года был определен учителем рисования во вновь открытую Екатеринославскую гимназию, где служил до 15 мая 1814 года.
16 августа 1815 года Ф. Ф. Репнин был назначен учителем рисовального искусства при Императорском Харьковском университете и в 1818 году произведен в титулярные советники. Кроме занимаемой им должности при Университете, Репнин состоял учителем рисования в Харьковском Институте благородных девиц (1824, 1834). 
Будучи воспитанником Академии художеств, Репнин близко сошелся с своим однокашником Александром Востоковым, впоследствии знаменитым учёным, и посвятил ему стихи (1802 и 1804), а впоследствии состоял в переписке; через Востокова он вошел в Санкт-Петербургское вольное общество любителей словесности, наук и художеств и состоял членом ВОЛСНХ до самой кончины. 
В 1815 году, когда Ф. Ф. Репнин состоял «рисовальным учителем в Екатеринославле», ему было задано написать, для получения звания академика исторической живописи, картину на тему «Спаситель, явившийся, по воскресении, Марии Магдалине в виде вертоградаря».
Флор Филиппович Репнин умер в Харькове в 1855 году.